# Michael Rudolph Hendrik Calmeyer
Michael Rudolph Hendrik Calmeyer (Hellevoetsluis, 11 juni 1895 - 's-Gravenhage, 7 maart 1990) was een Nederlands politicus en generaal.
Calmeyer volgde tussen 1914 en 1917 een opleiding aan de Koninklijke Militaire Academie (KMA), voor hij als 2e luitenant der infanterie werd benoemd en diende van 1921 tot 1925 bij het KNIL op Java en in Atjeh. In 1926 volgde hij de opleiding aan de Hogere Krijgsschool (of HKS) in Den Haag, waarna hij de opleiding en benoeming tot officier der Generale Staf meemaakte. Kort nadien werd hij zelf docent (tactiek en stafdienst) aan de HKS. In 1938 vertrok kapitein Calmeyer naar Berlijn waar hij de unieke kans kreeg aan de Duitse Hogere Krijgsschool te studeren en de leergang voor Generalstabsoffizier (tot en met divisieniveau) te volgen. Tijdens die opleiding werd hij in augustus 1939 naar Nederland teruggeroepen omdat de mobilisatie intussen was afgekondigd.
In de jaren dertig toonde Calmeyer zijn sympathie voor rechts-conservatieve politiek. Hij was in 1933 lid geworden van de rechtse splinterpartij Verbond voor Nationaal Herstel (VNH), waar ook de oud opperbevelhebber van het Nederlandse leger tijdens de Eerste Wereldoorlog, generaal Cornelis Jacobus Snijders, prominent lid van was. Het VNH was naast de bekende NSB de enige rechtse splinterpartij die uiteindelijk voldoende stemmen kreeg om een zetel te behalen in 1933. In 1937 verloor de partij die zetel weer. Onderwijl was Calmeyer al lid af. Het was beroepsmilitairen intussen verboden om politieke lidmaatschappen aan te gaan.
Calmeyer was onder meer militair docent, plaatsvervangend chef van de Generale Staf, afgevaardigde in de Noord-Atlantische Raad en directeur van het Defensie Studie Centrum.
Tijdens de meidagen van 1940 was hij chef-staf en kapitein der Generale Staf van de Groep Kil, een eenheid ter grootte van een brigade die een deel van het zuidfront van Vesting Holland diende te verdedigen. Hij functioneerde vier dagen lang als operationeel bevelhebber over de Groep. Naoorlogs werd hem gevraagd het Stafwerkdeel - een militair historisch onderzoek vanuit het Ministerie van Defensie- over de strijd op het zuidfront Vesting Holland te schrijven. In de oorlog was hij vanaf 1942 - nadat de Nederlandse officieren terug in krijgsgevangenschap waren geroepen - krijgsgevangene in Duitsland, waaronder in Kamp Stanislau. Voordien was hij enige tijd fanatiek sympathisant en lid van de Nederlandse Unie. Die door het Driemanschap geleide Unie werd enige tijd door de bezetter oogluikend toegestaan, omdat het een tamelijk conformistische richting koos.
Naoorlogs maakte Calmeyer een stoomcarrière. Hij doorliep binnen enkele maanden de rangen majoor, luitenant-kolonel en kolonel om ten slotte in 1949 als generaal-majoor sous-chef van de landmachtstaf te worden onder de bekende luitenant-generaal Hendrik Johan Kruls. Calmeyer toonde zich solidair met Hendrik Johan Kruls toen deze omwille van een hardnekkig dispuut over het defensiebeleid in 1951 zijn ontslag nam. Enige jaren later werd Calmeyer gevraagd om als afgevaardigde van Nederland zitting te nemen in de Noord-Atlantische Raad, het bestuursorgaan van de NAVO. Hij verliet de NAR in 1955. Als luitenant-generaal verliet Calmeyer de dienst.
Calmeyer was een trouw Christen, conservatief en naoorlogs lid van de Christelijk-Historische Unie (CHU). Hij was enige tijd de woordvoerder voor defensieaangelegenheden van de CHU-fractie. Op voorspraak van de Tweede Kamer fractie van de partij trad hij in 1959 toe tot het Kabinet-De Quay. Calmeyer was daarin als staatssecretaris voor land- en luchtmacht verantwoordelijk voor de o.a. aanschaf van de Starfighter. In 1963 trad hij samen met het kabinet af. Hij behoorde tot de rechtervleugel van de CHU en verliet die in 1972 uit onvrede over de fusie met de KVP.

## Memoires
Calmeyer schreef zijn memoires op en deze werden onder de titel "Herinneringen - memoires van een christen, militair en politicus", bewerkt (door J. Hoffenaar) en uitgegeven door de SDU in 1997. ISBN 90 12 08440 7. Dat werk is als voornaamste bron gebruikt voor bovenstaande beschrijving.